# Tribo de Zebulom
A tribo de Zebulom é uma das Tribos de Israel, que tem o nome de Zebulom, o sexto filho que Lea teve com Jacó.

## História da tribo
A Tribo de Zebulom desempenhou um importante papel na história antiga de Israel. No censo das tribos no Deserto do Sinai durante o segundo ano do Êxodo, a tribo de Zebulom contava com 57.400 homens capazes de pegar em armas (Números 1:31). Este exército, sob o comando de Eliabe, filho de Helom, acamparam com os de Judá e de Issacar a leste do Tabernáculo e com eles formaram a linha de frente da marcha (Números 2:3-9). Dentre os espiões enviados por Moisés para avistarem a terra de Canaã, Gadiel, filho de Sodi representou Zebulom (Números 13:10).
Em Shittim, nas terras dos moabitas, depois que 24.000 homens foram mortos por seus crimes, um segundo censo foi realizado; Zebulom contava com 60.500 homens prontos para a luta (Números 26:27). Elizafã, filho de Parna foi escolhido para representar Zebulom na divisão da Terra Prometida (Números 34:25).
A tribo parece ter conquistado facilmente a sua porção. Durante o governo de Josué ela não recebe nenhuma menção especial. Enquanto que no governo dos juízes, as suas façanhas foram dígnas de nota. No Cântico de Débora, a tribo foi especialmente citada como tendo "oferecido suas vidas para morrer na região de Merom", (Juízes 5:18); e louvados porque de "Zebulom vieram os comandantes do exército para a luta" (Juízes 5:14).
Na campanha de Baraque contra Sísera, o comandante das forças de Jabim, Rei de Canaã, participam também os filhos de Zebulom (Juízes 4:10). Eles são convocados por Gideão e se juntam no combate aos midianitas (Juízes 6:35); e deu a Israel Elom, que a julgou por dez anos (Juízes 12:11). Dentre aqueles que seguiram David até Hebrom para fazê-lo rei, estavam 50.000 homens de Zebulom providos com todas as armas de guerra com ânimo resoluto (I Crônicas 12:33), que trouxeram com eles, como sinal de sua fidelidade, grande quantidade de provisões de carnes e bebidas para comemorarem a ascensão de seu novo governante (I Crônicas 12:40). Quando Ezequias fez a reparação pelas abominações de seu pai Acaz, ele convidou toda Israel para celebrarem o Pessach na casa do Senhor. Porém, os emissários receberam risos e zombarias por onde passaram; alguns de Zebulom se humilharam e foram a Jerusalém, destruíram os ídolos, e celebraram a festa dos pães ázimos (II Crônicas 30:10-23).

## As divisões da terra

Divisão da terra de Israel pelas doze tribos

Nas divisões da terra de Israel entre as doze tribos, a de Zabulom foi a terceira a receber sua parte. O território da tribo começava em Saride (Josué 19:10), que supostamente deva ter sido Tel Shadud, cerca de cinco milhas a sudoeste de Nazaré. As fronteiras de Zabulom não podem ser atualmente estabelecidas. Dos dezenove nomes próprios que constam do Livro de Josué, apenas Belém (Beit lahm, sete milhas a noroeste de Nazaré) pode ser identificado com precisão. O historiador Josephus atribui a Zebulom a terra próxima ao Monte Carmelo e o mar Mediterrâneo, até o Lago de Genesaré. A noroeste está a Tribo de Aser, a sudeste a Tribo de Issacar. Incluindo parte do Vale de Jizreel.
A referência em Deuteronômio 33.19, "chuparão a abundância dos mares e os tesouros escondidos da areia" tem sido interpretada no sentido de entregar-se mais tarde a respectiva tribo ao comércio, à pesca e à fundição de metais e do vidro. O rio Belo, cuja areia se adaptava à fabricação do vidro, corre no território de Zebulom. As "saídas", a que se refere o vers. 18 do cap. 33 do Deuteronômio, são as da planície do Aca; e o monte a que se refere o vers. 19 é a eminência sagrada do Tabor, que Zebulom havia de repartir com Issacar. O "caminho do mar" (Is 9.1), a grande estrada de Damasco ao Mediterrâneo, atravessava uma boa parte do território de Zebulom e devia ter o seu povo em comunicação com os negociantes da Síria, Fenícia e Egito.
Dentro do território de Zebulom, Cristo foi educado, e fez e disse muito do que é narrado nos Evangelhos, especialmente sinópticos, a cerca de Seu ministério na Galileia. 